# Сдобные сухари

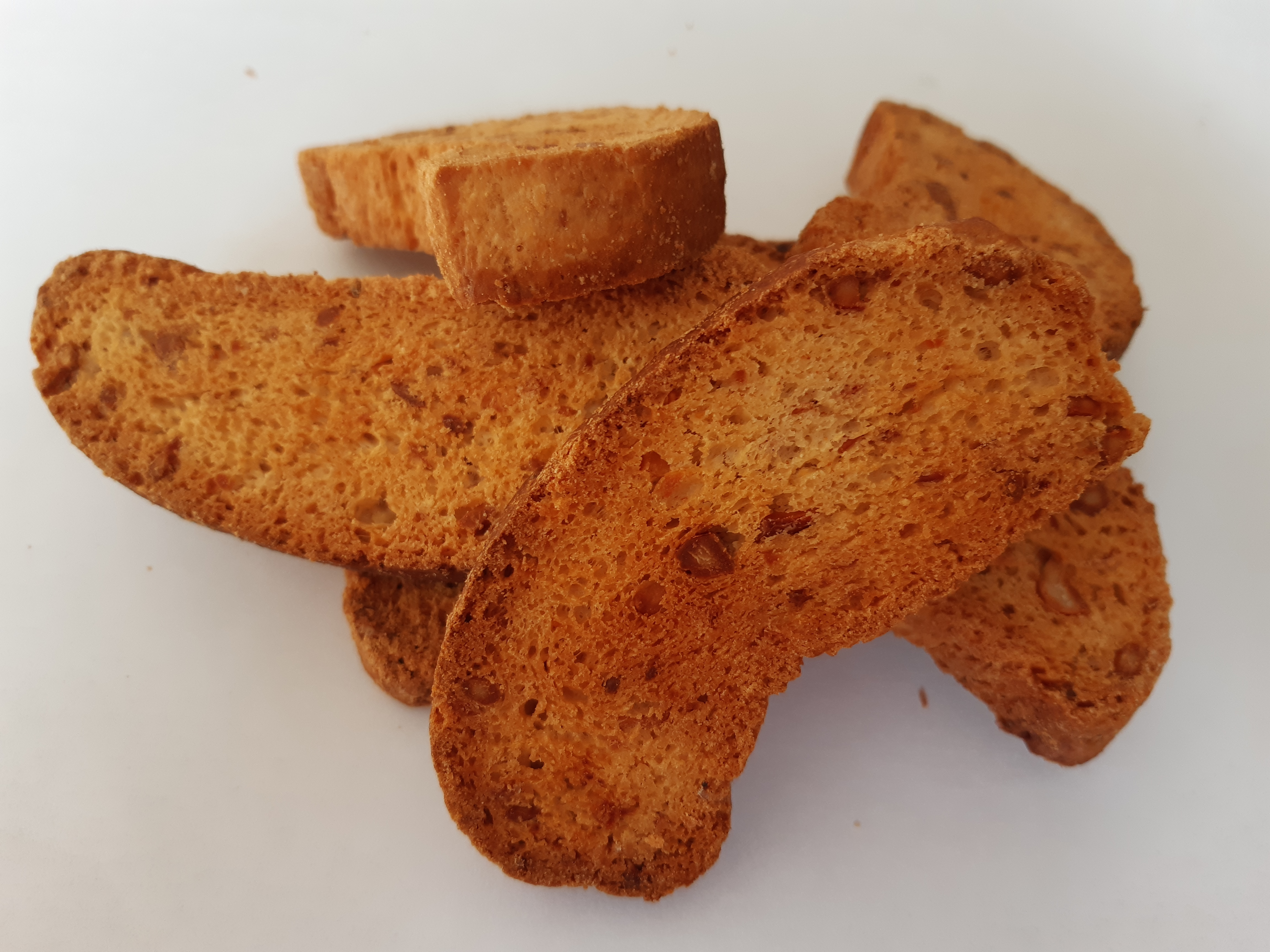
Ореховые сухари

Сдобные сухари — хрупкие сухарные изделия низкой влажности с приятным вкусом и ароматом, вырабатываемые из пшеничной муки с добавлением сахара, жира и другого дополнительного сырья. Сдобные сухари получают путём резки на ломти и последующей сушки специального сдобного хлеба — сухарных плит разных размеров и формы.
Тесто для сухарных плит готовят на густой или жидкой опаре или безопарным способом. Из него формируют заготовки, близкие по размерам и массе к будущим сухарям, которые укладывают на листы плотно друг к другу в сухарную плиту. После расстойки тесто смазывают для глянца яичной болтушкой и выпекают при температуре 200—260 °C в течение 15—20 минут. Остывшую сухарную плиту режут на ломти по месту слипов, ломти укладывают плашмя в один слой на листы и сушат при температуре 115—230 °C.
Из пшеничной муки высшего сорта производят сухари ванильные, сливочные, лимонные, ореховые, киевские, горчичные, василеостровские. По рецептуре в тесте для них содержится 14—21 % сахара, 3—10,5 % маргарина или сливочного масла и 4 % яиц. Из муки первого сорта выпускают сухари пионерские, кофейные, московские, туристические, рязанские с содержанием сахара до 12,5 %, жира — до 11 % и яиц — до 2 %. Из муки второго сорта готовят сухари городские с содержанием сахара в 12,5 % и жира в 4 %.
В рецептуру молочных сухарей помимо жира и яиц входят 10 % сгущённого молока, сухарей с изюмом — 20 % изюма, сухарей с орехами — 10 % дроблёных орехов, сухарей с маком — 15 % мака, горчичных сухарей — 10 % горчичного масла. Ассортимент сдобных сухарей в России включает около 20 наименований, различающихся по размеру, массе, форме и рецептуре. Для каждого вида сухарей установлены определённые размеры, форма и количество штук в одном килограмме. Наибольшую длину в 110—125 мм имеют сухари с изюмом, осенние, сливочные и молочные, которых в одном килограмме содержится 40—45 штук. Некоторые виды сухарей (осенние, с изюмом, сахарные, славянские) имеют в качестве отделки поверхности обсыпку сахарным песком.